# Cockayne Soup
Cockayne Soup es un EP de The Gazette publicado en 28 de mayo, 2003.
La primera impresión de este CD fue limitada a 5000 copias.Una edición limitada se produjo en forma de digipak. Además, las letras de inserción
que se incluye con la edición limitada contiene imágenes no incluidas en la edición regular.
Las canciones de este EP aparecen en el Álbum recopilatorio Dainihon Itangeishateki Noumiso Gyaku Kaiten Zekkyou Ongenshuu, junto con Spermargarita y Akuyuukai.

## Lista de canciones
1. "Beautiful 5 [Shit]ers" – 3:24
2. "32 Koukei no Kenjuu" (32口径の拳銃) – 5:41
3. "Shiawase na Hibi" (幸せな日々) – 4:39
4. "Haru ni Chirikeri, Mi wa Kareru de Gozaimasu" (春ニ散リケリ、身ハ枯レルデゴザイマス) – 5:29

Toda la música de Gazette. Todas las letras de Ruki.

## Nota
- «Shiawase na Hibi» es una regrabación de la canción inicial del sencillo de Gozen 0-ji no Trauma Radio, lanzado en 2002.